# Downton Abbey: A New Era
Downton Abbey: A New Era (bra: Downton Abbey II: Uma Nova Era; prt: Downton Abbey: Uma Nova Era) é um filme britânico-estadunidense, do gênero drama histórico, escrito por Julian Fellowes, criador e roteirista da série de televisão de mesmo nome, e dirigido por Simon Curtis. Sendo a sequência do filme de 2019, o longa-metragem foi lançado em 29 de abril de 2022 no Reino Unido e em 20 de maio de 2022 nos Estados Unidos.

## Elenco
- Hugh Bonneville como Robert Crawley, 7.º Conde de Grantham
- Laura Carmichael como Edith Pelham (nascida Crawley), Marquesa de Hexham, filha mais jovem de Robert e Cora
- Jim Carter como Charles Carson, ex-mordomo de Downton Abbey
- Raquel Cassidy como Phyllis Baxter, aia de Lady Grantham
- Jonathan Coy como George Murray, advogado de Lord Grantham
- Brendan Coyle como John Bates, valete de Lord Grantham
- Michelle Dockery como Lady Mary Talbot (nascida Crawley), filha mais velha de Robert e Cora
- Kevin Doyle como Joseph Molesley, ex-lacaio
- Michael Fox como Andrew Parker, lacaio
- Joanne Froggatt como Anna Bates, aia de Lady Mary
- Robert James-Collier como Thomas Barrow, mordomo de Downton Abbey
- Allen Leech como Tom Branson, viúvo de Lady Sybil Crawley
- Phyllis Logan como Elsie Hughes, governanta-chefe de Downton Abbey
- Elizabeth McGovern como Cora Crawley, Condessa de Grantham
- Sophie McShera como Daisy Mason, cozinheira assistente
- Tuppence Middleton como Lucy Smith, aia de Lady Bagshaw
- Lesley Nicol como Beryl Patmore, cozinheira-chefe de Downton Abbey
- Maggie Smith como Violet Crawley, Condessa Viúva de Grantham
- Imelda Staunton como Lady Maud Bagshaw
- Penelope Wilton como Isobel, Lady Merton, mãe de Matthew Crawley, falecido herdeiro de Downton
- Hugh Dancy
- Laura Haddock
- Dominic West
- Nathalie Baye

## Produção
Após o lançamento do primeiro filme, Downton Abbey, em 2019, o criador Julian Fellowes e o elenco afirmaram que já tinham ideias para fazer uma sequência. Em janeiro de 2020, foi relatado que Fellowes começaria a trabalhar nela depois que ele terminasse o roteiro da série dramática The Gilded Age. Em setembro de 2020, Jim Carter, que interpreta Carson, disse que o roteiro da sequência havia sido escrito, e em fevereiro de 2021, Hugh Bonneville, que interpreta Robert, afirmou em uma entrevista à BBC Radio 2 que uma vez o elenco e a equipe tivessem sido vacinados para COVID-19, o filme seria feito.
As filmagens estavam originalmente programadas para ocorrerem de 12 de junho a 12 de agosto de 2021, em Hampshire, na Inglaterra, mas o site Deadline Hollywood confirmou que a produção começou em meados de abril de 2021.

## Lançamento
Downton Abbey: A New Era estava previsto originalmente para ser lançado nos cinemas estadunidenses em 22 de dezembro de 2021, mas teve seu lançamento adiado para 29 de abril de 2022 no Reino Unido e em 20 de maio de 2022 nos Estados Unidos.